# Blenniinae
Sous-famille
Les Blenniinae sont une sous-famille de poissons de la famille des Blenniidae qui se rencontrent dans tous les milieux depuis l'eau douce jusqu'à l'eau de mer.

## Liste des genres
Selon World Register of Marine Species (26 janvier 2025) :
- Adelotremus Smith-Vaniz & Rose, 2012
- Aspidontus Cuvier, 1834
- Blennius Linnaeus, 1758
- Enchelyurus Peters, 1869
- Haptogenys Springer, 1972
- Laiphognathus Smith, 1955
- Meiacanthus Norman, 1944
- Oman Springer, 1985
- Omobranchus Valenciennes, 1836
- Omox Springer, 1972
- Parenchelyurus Springer, 1972
- Petroscirtes Rüppell, 1830
- Phenablennius Springer & Smith-Vaniz, 1972
- Plagiotremus Gill, 1865
- Spaniblennius Bath & Wirtz, 1989
- Xiphasia Swainson, 1839

## Galerie

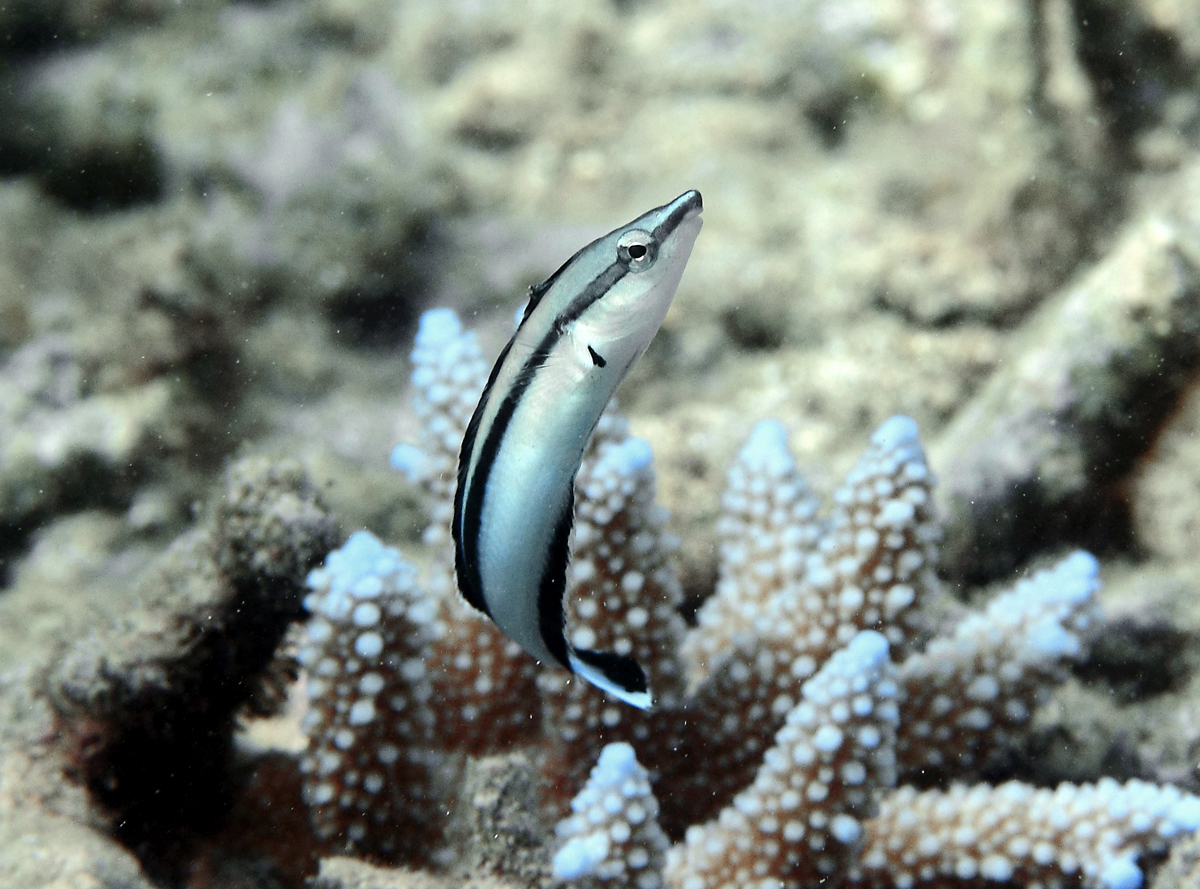
Aspidontus tractus
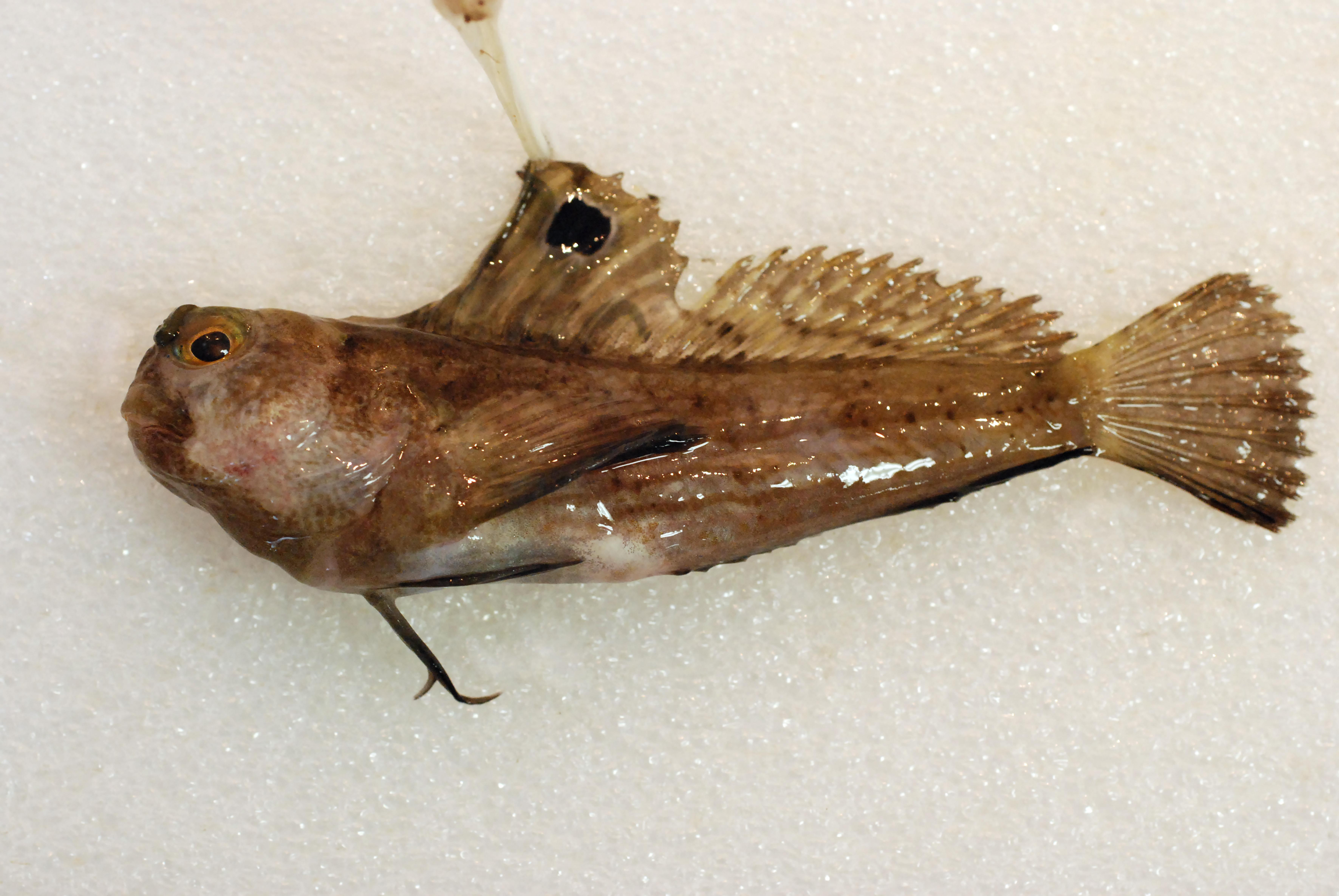
Blennius ocellaris
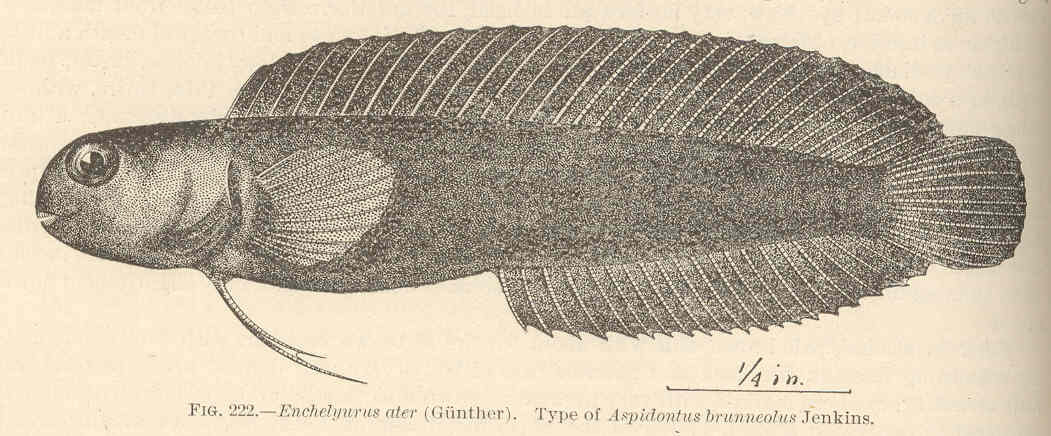
Enchelyurus ater
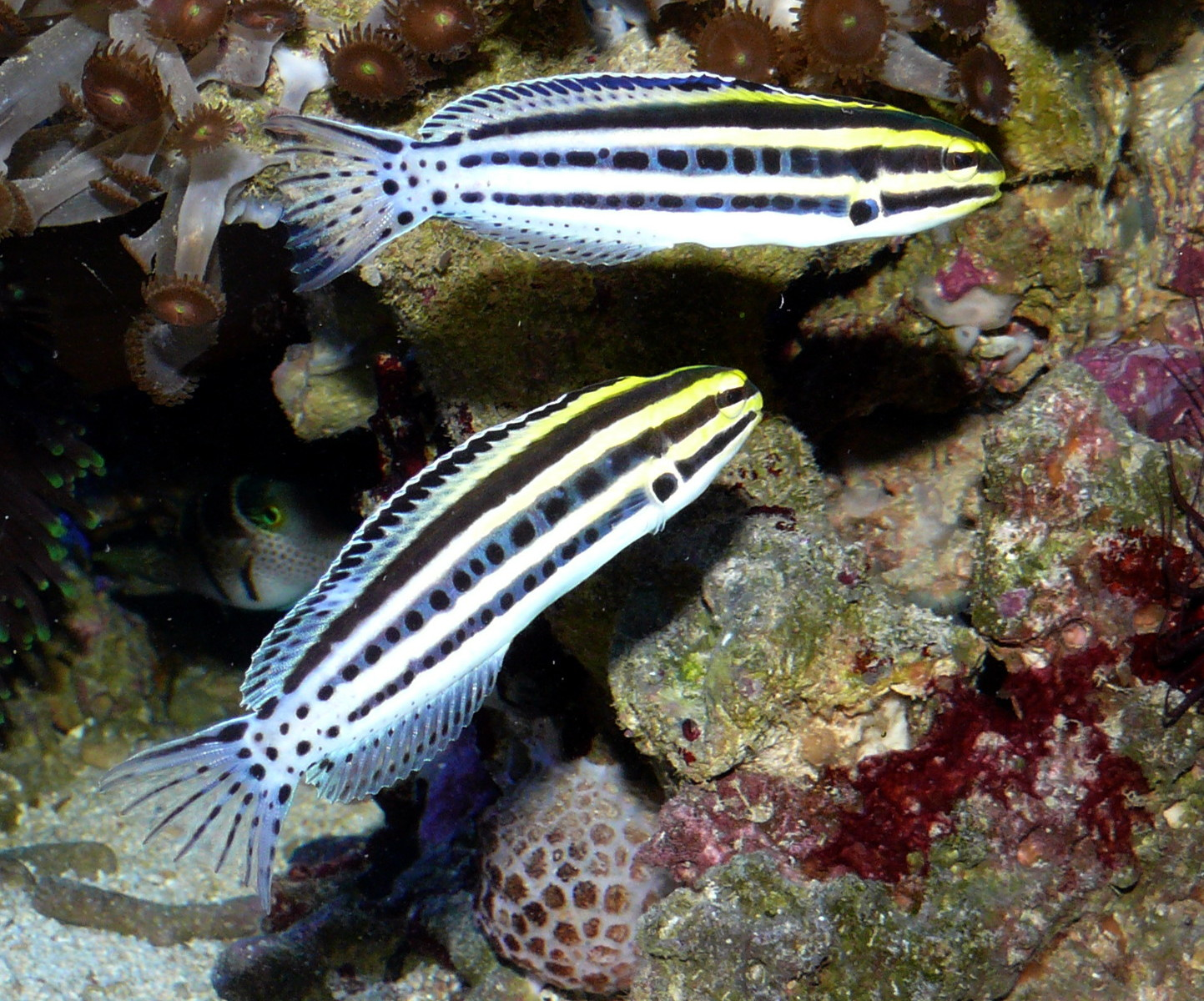
Meiacanthus grammistes
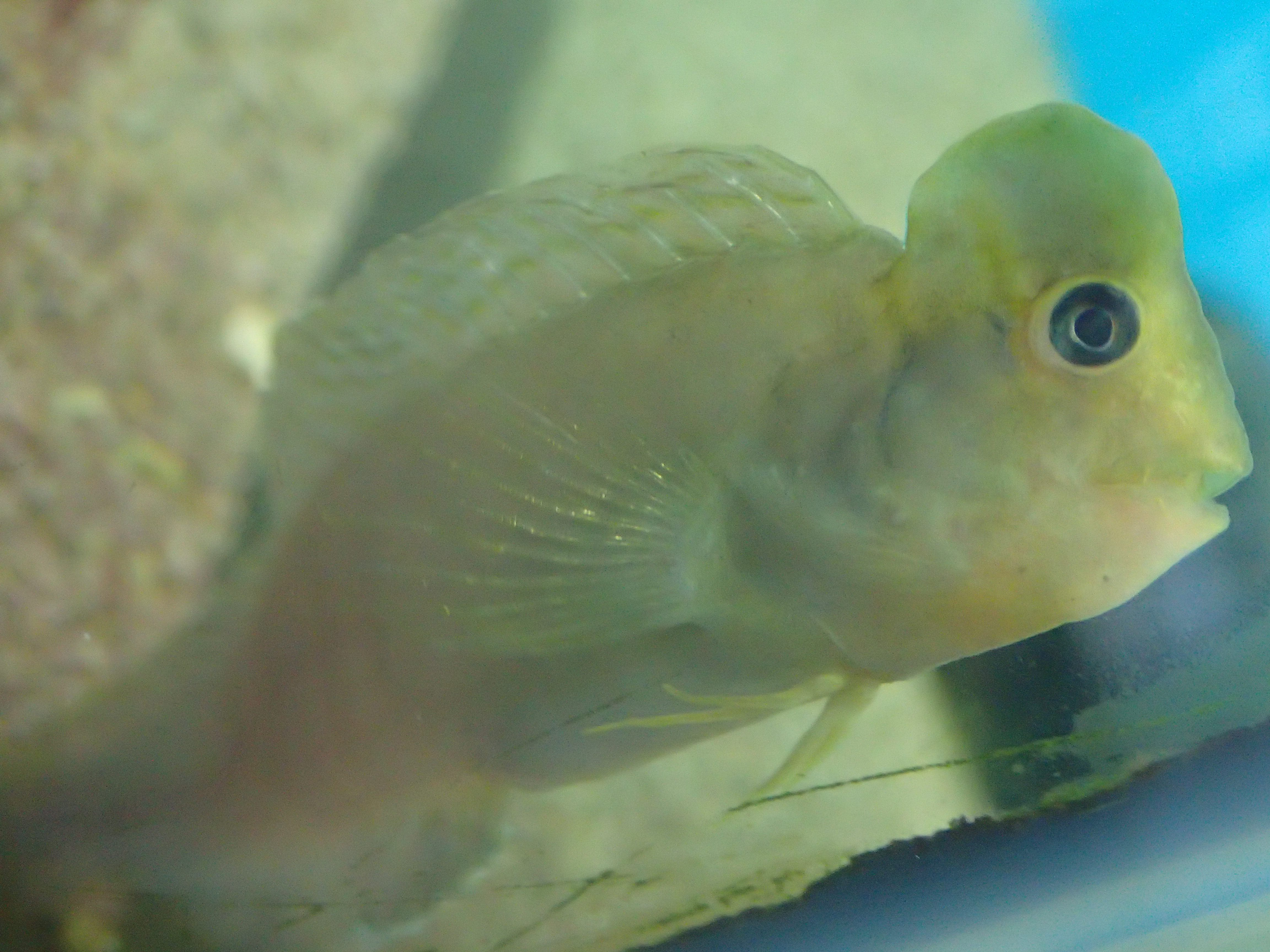
Omobranchus fasciolatoceps
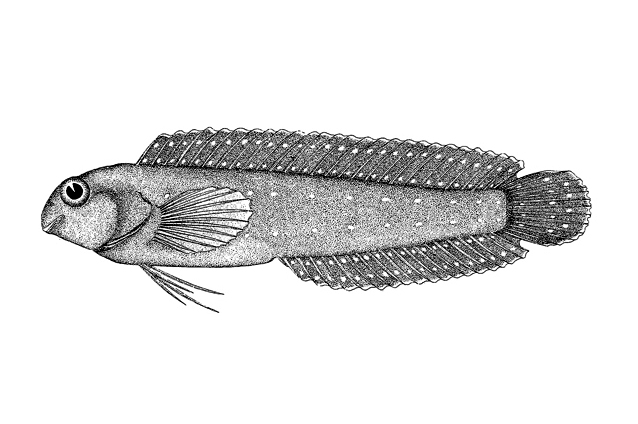
Parenchelyurus hepburni
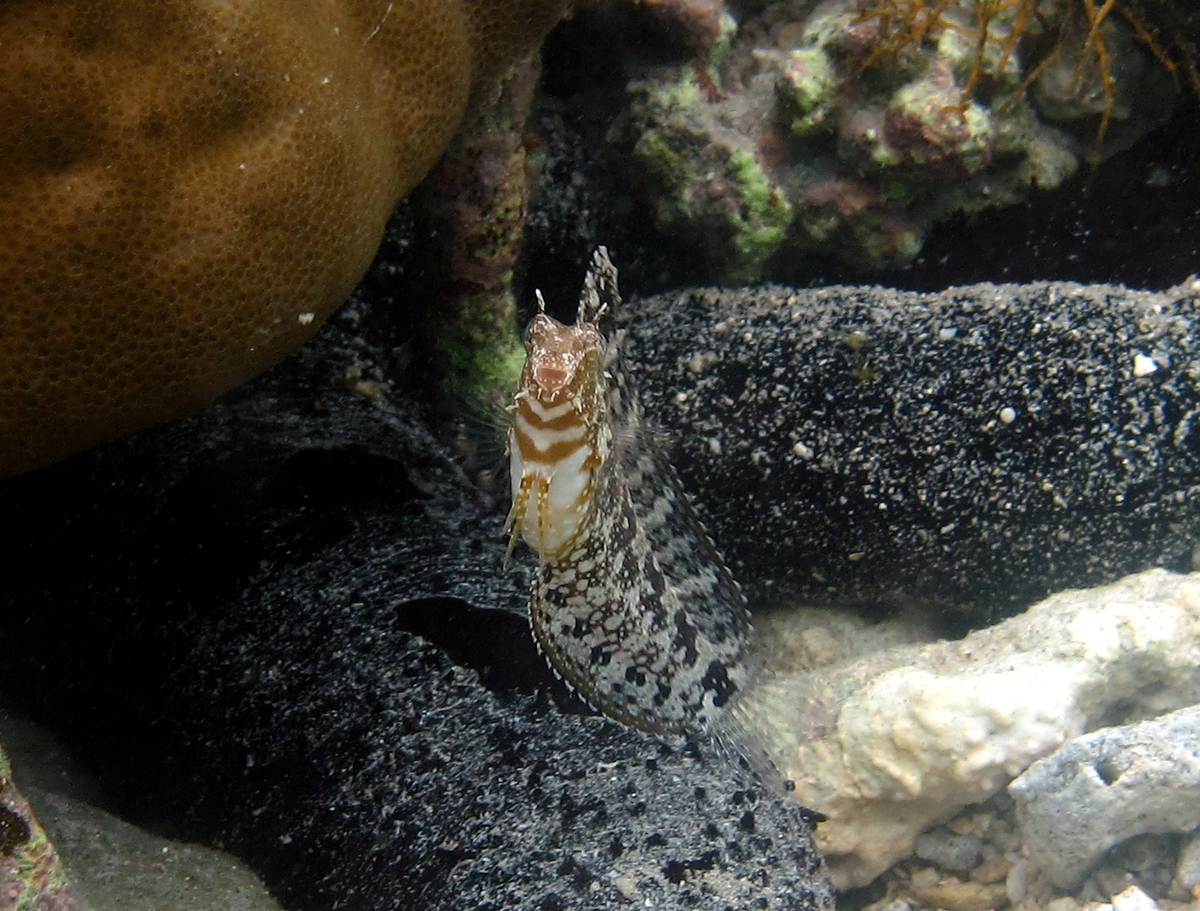
Petroscirtes mitratus
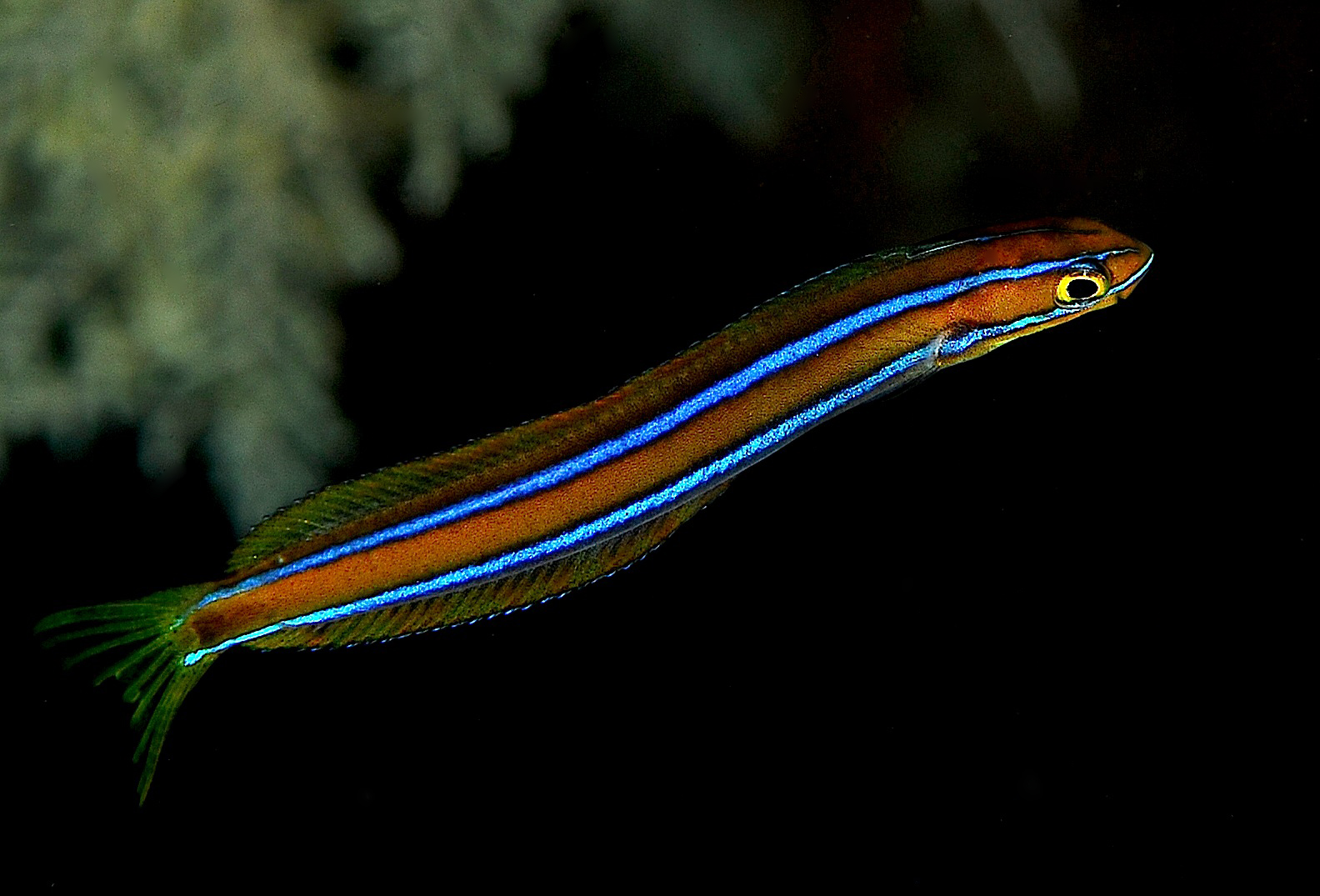
Plagiotremus rhinorhynchos
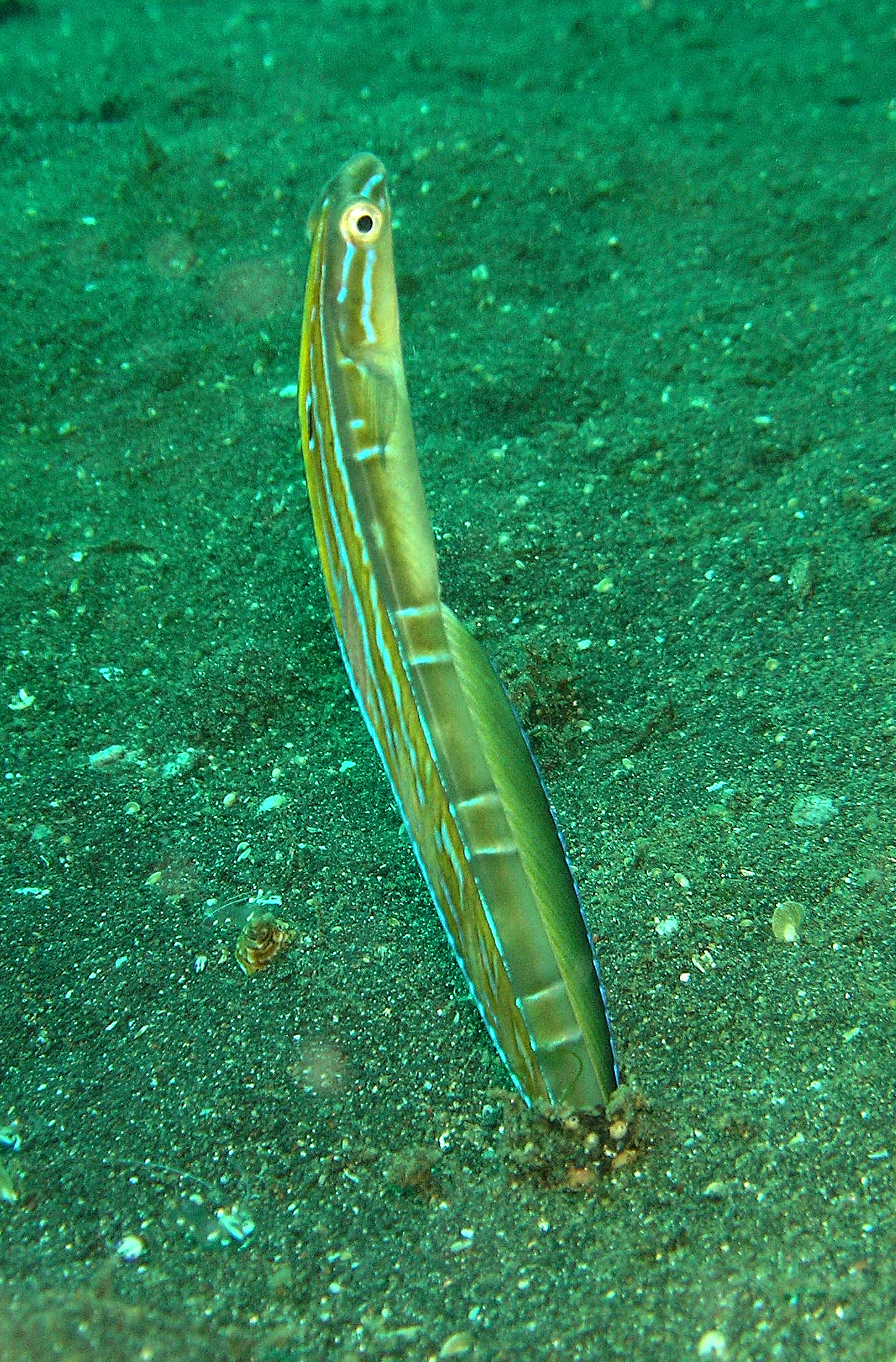
Xiphasia setifer

## Systématique
Le nom valide complet (avec auteur) de ce taxon est Blenniinae Rafinesque, 1810.